# Frederick Russell Burnham
Frederick Russell Burnham (11. května 1861 Tivoli, Minnesota – 1. září 1947 Three Rivers, Kalifornie) byl americký spisovatel, skaut a dobrodruh cestující po světě. Jeho myšlenky částečně ovlivnily zakladatele skautingu, Roberta Baden-Powella. Je také známý svou službou pro britskou armádu v koloniální Africe

## Život
Burnham se narodil v indiánské rezervaci Dakota Sioux v Minnesotě, v malé vesničce Tivoli poblíž města Mankato, kde se jako chlapec naučil způsobům amerických Indiánů. Ve 14 letech žil v Kalifornii a zároveň se učil skautingu od některých posledních kovbojů a hraničářů amerického jihozápadu. Burnham neměl formální vzdělání, nikdy nedokončil střední školu. Po přestěhování do Arizony na počátku 80. let 19. století byl vtažen v Pleasant Valley do sporu mezi rodinami rančerů a pastevců ovcí. Utekl a později pracoval jako civilní stopař pro armádu Spojených států ve válkách s Apači.
V roce 1893 vzal svou rodinu jižní Afriky, kde se vyznamenal v několika bitvách v Rhodesii a Jižní Africe a stal se náčelníkem skautů. Navzdory svému americkému občanství byl jeho vojenský titul britský, hodnost majora mu formálně udělil král Edward VII. Jako zvláštní uznání Burnhamova hrdinství mu král udělil nejvyšší vojenská vyznamenání, která si kterýkoli Američan ve druhé búrské válce vysloužil. V Rhodesii se spřátelil s Baden-Powellem, učil ho různým dovednostem a inspiroval to, co se později stalo známým jako skauting.
Když se vrátil do Spojených států, zapojil se do úsilí o národní obranu, ale i ochranu přírody.
Během první světové války byl Burnham vybrán jako důstojník, aby naverboval dobrovolníky pro speciální jednotku americké armády, kterou Theodore Roosevelt zamýšlel vyslat do Francie. Z politických důvodů ale byla jednotka rozpuštěna.
Po válce založil Burnham a jeho obchodní partner John Hays společnost, která zbohatla z ropy objevené v Kalifornii. Burnham se také zapojil do několika organizacím na ochranu divočiny, včetně Komise pro státní parky v Kalifornii. Ve 30. letech 20. století spolupracoval na záchraně ovcí tlustorohých před vyhynutím. V roce 1936 si vysloužil nejvyšší vyznamenání skautské organizace Boy Scouts of America, Silver Buffalo Award, a zůstal v organizaci aktivní až do své smrti v roce 1947.

## Dílo
- Scouting on Two Continents (1926)
- Scouting Against the Apache, Zdroje: The Boy Scout's Book of True Adventure, Fourteen Honorary Scouts (1931)
- Taps for the Great Selous, Zdroje: Hunting Trails on Three Continents (1933)
- Taking Chances (1944)